# Bảo tàng Khu vực của Vùng Sulmierzyce Sebastian Fabian Klonowic ở Sulmierzyce
Bảo tàng Khu vực của Vùng Sulmierzyce Sebastian Fabian Klonowic ở Sulmierzyce (tiếng Ba Lan: Muzeum Regionalne Ziemi Sulmierzyckiej im. Sebastiana Fabiana Klonowica w Sulmierzycach) là một bảo tàng tọa lạc tại số 1 Quảng trường chợ, Sulmierzyce, Ba Lan. Trụ sở của Bảo tàng là tòa nhà trước đây từng là Tòa thị chính được xây dựng vào năm 1743, đây là tòa thị chính duy nhất ở Ba Lan được làm hoàn toàn bằng gỗ.

## Lịch sử hình thành

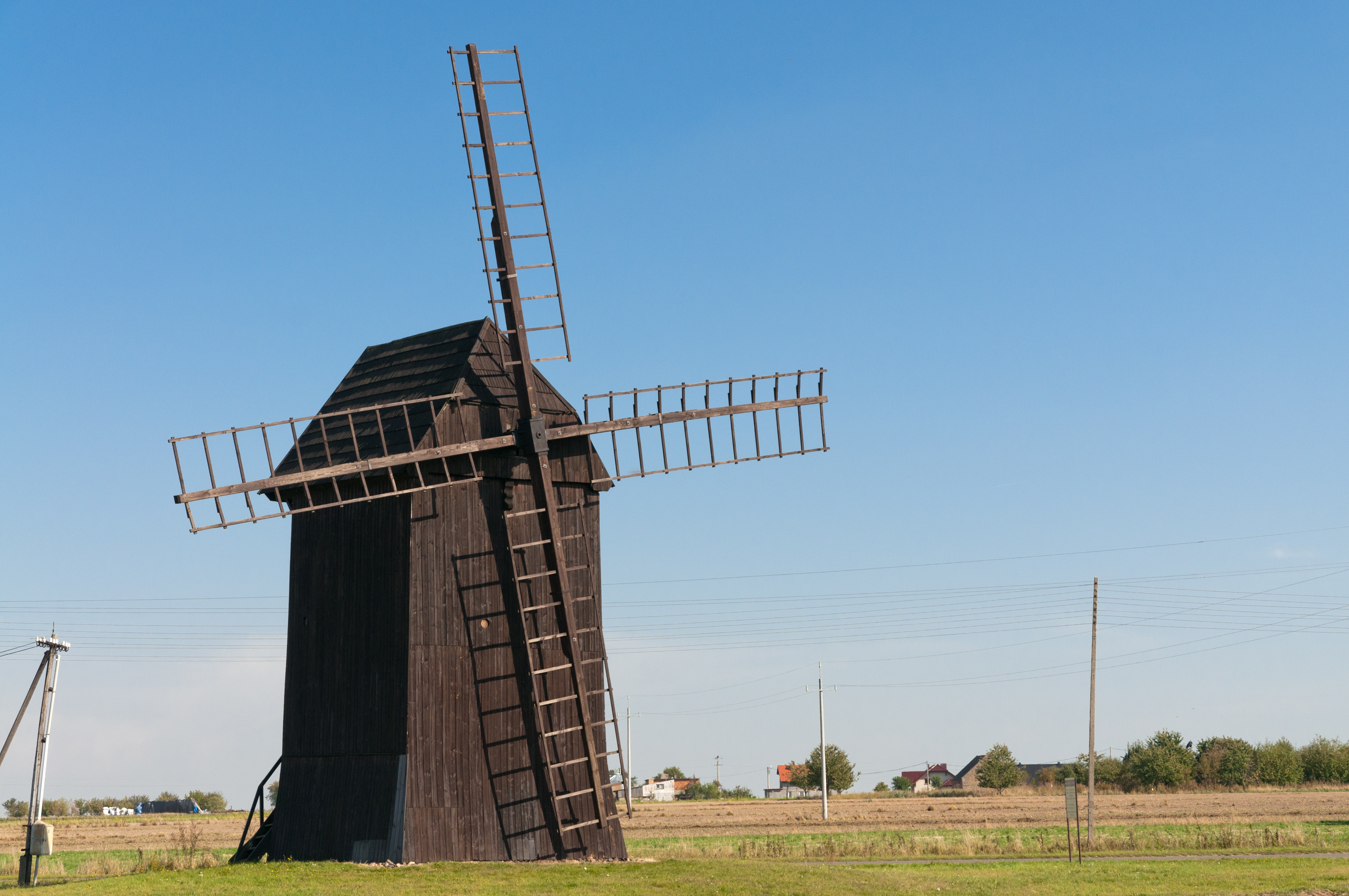
Cối xay gió "Jakub"

Bảo tàng Khu vực của Vùng Sulmierzyce Sebastian Fabian Klonowic ở Sulmierzyce  được thành lập vào năm 1957 theo khởi xướng của Hội những người yêu thích vùng đất Sulmierzyce. Phần lớn các bộ sưu tập của Bảo tàng là quà tặng từ người dân sinh sống ở thị trấn và các khu vực xung quanh.

## Triển lãm
Bộ sưu tập của Bảo tàng Khu vực của Vùng Sulmierzyce Sebastian Fabian Klonowic ở Sulmierzyce hiện đang bao gồm các triển lãm khảo cổ và lịch sử (các phòng ở tầng trệt) và dân tộc học (các phòng ở tầng một).
Cối xay gió "Jakub" ở Phố Poznańska hoạt động trong cơ cấu tổ chức của Bảo tàng. Địa điểm này trưng bày các thiết bị truyền thống và triển lãm về xay xát.

## Giờ mở cửa
Bảo tàng Khu vực của Vùng Sulmierzyce Sebastian Fabian Klonowic ở Sulmierzyce hoạt động quanh năm, mở cửa vào thứ Hai, thứ Ba, thứ Tư và thứ Sáu (từ tháng 11 đến tháng 4), và mở cửa vào tất cả các ngày trong tuần trừ thứ Ba và thứ Năm (từ tháng 5 đến tháng 10). Khách tham quan phải trả phí vào cửa.